# 萬通保險大廈

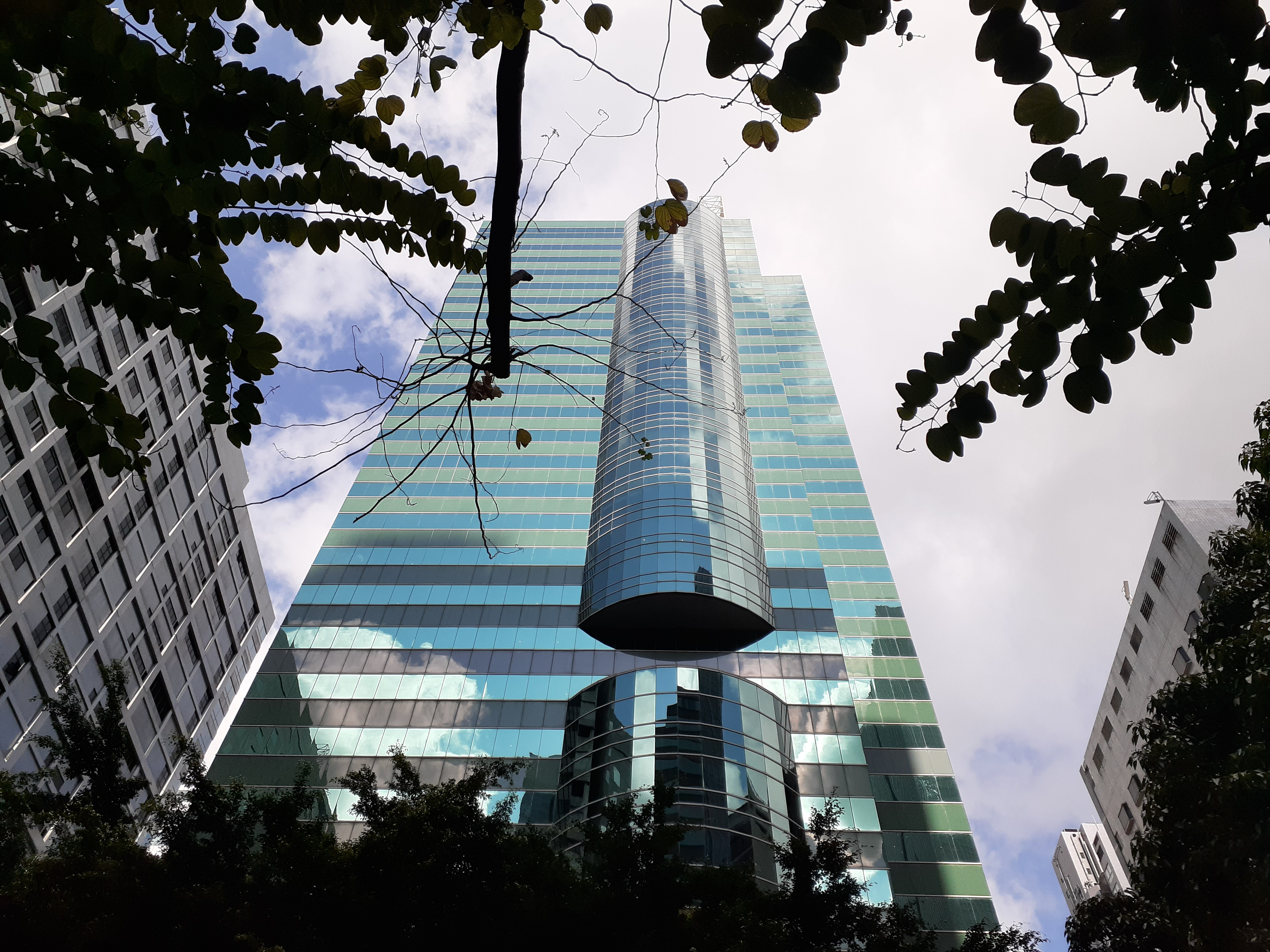
萬通保險大廈

萬通保險大廈是香港一座商業大廈，位於灣仔駱克道33號，樓高31層，於1993年落成，業主是泛海國際。

## 歷史
萬通保險大廈的前身是匯漢大廈及福利商業中心，由匯漢控股與福利集團聯合發展，其後兩公司分別持有匯漢大廈及福利商業中心。兩座大樓各有獨立的電梯大堂，匯漢大廈有4部電梯，而福利商業中心則有３部。匯漢大廈每層樓面面積5,000餘平方呎，而福利商業中心每層樓面面積3,000餘平方呎。
2014年，泛海國際以11億港元向福利集團購入福利商業中心。其後，泛海國際斥資約1.5億港元翻新外牆及打通的滙漢大廈及福利商業中心。2016年，WeWork承租七層近六萬平方呎樓面。
2016年11月1日，中央廣場匯漢大廈改名為美國萬通大廈。
2019年6月1日，美國萬通大廈易名為萬通保險大廈。

## 外部連結
- 萬通保險大廈 （页面存档备份，存于）